# Палматико (Катанцаро)
Палматико је насеље у Италији у округу Катанцаро, региону Калабрија.
Према процени из 2011. у насељу је живело 71 становника. Насеље се налази на надморској висини од 598 м.